# ناهمسان‌مرغ
ناهمسان‌مرغ (انگلیسی: Enantiornis) یک سرده از پادمرغان است. این جنس از پرندگان که اکنون منقرض شده تفاوتی چشم‌گیر با پرنده‌های امروزی و باخترمرغان داشت و نام آن هم حاکی از این امر است.